# Sint-Catharinakerk (Kortrijk-Dutsel)

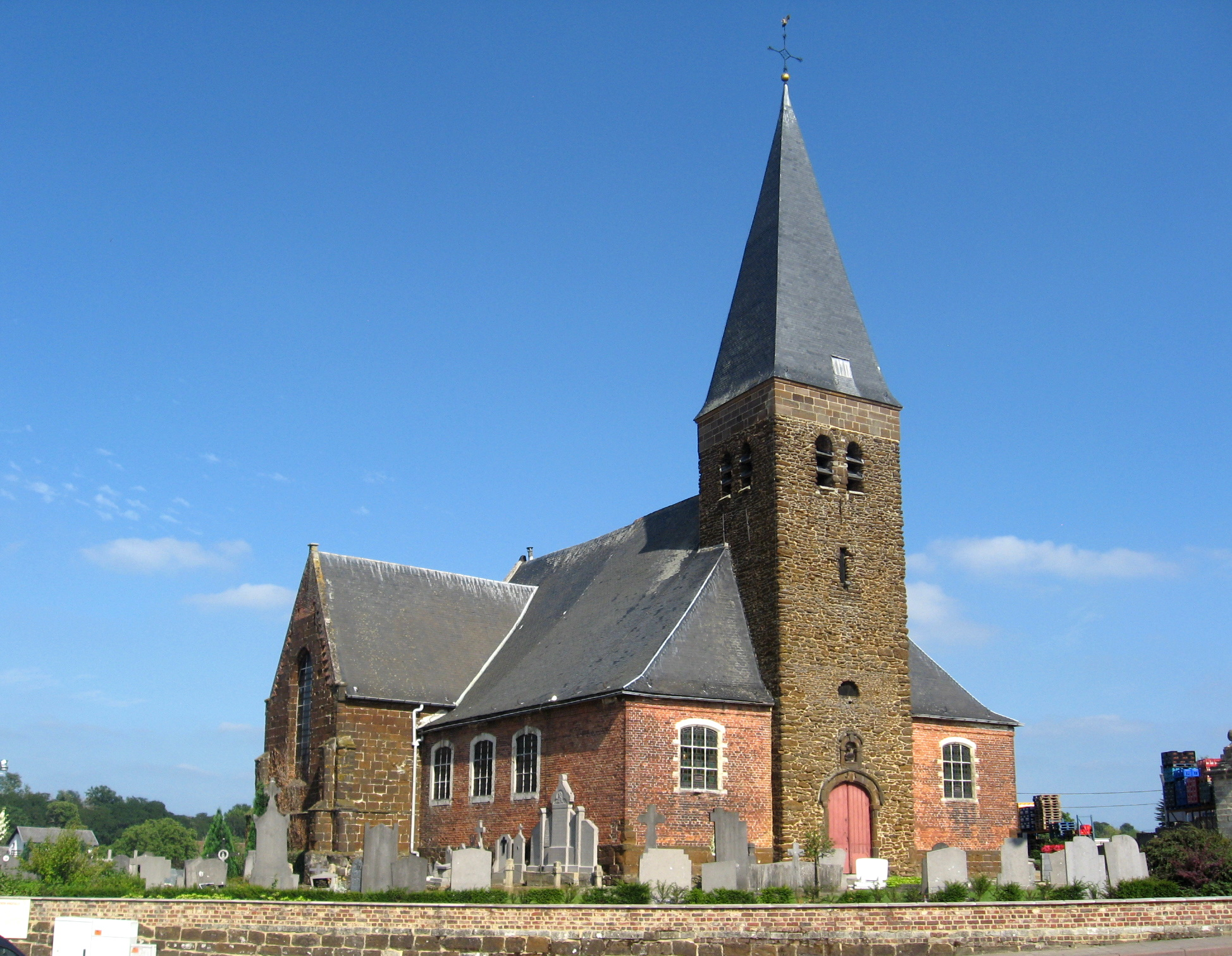
Sint-Catharinakerk

De Sint-Catharinakerk is de parochiekerk van Kortrijk-Dutsel, een plaats in de Vlaams-Brabantse gemeente Holsbeek. De kerk is gelegen aan de Dutselstraat 2.

## Geschiedenis
Het patronaatsrecht en het tiendrecht van de parochie waren oorspronkelijk in handen van het klooster van Gempe en kwamen in de 15e eeuw in bezit van de Abdij van Park.

## Gebouw
De kerk bestaat uit een ingebouwde westtoren. De toren heeft een romaanse onderbouw uit het begin van de 11e eeuw, opgetrokken uit ijzerzandsteen van breuksteen. In de 13e eeuw werd de toren verhoogd met regelmatig uitgehouwen ijzerzandstenen. Het portaal dateert uit 1750.
De middenbeuk heeft ook een 11e-eeuwse kern. Het laatgotische koor en de transeptarmen zijn in laatgotische stijl en dateren uit circa 1500. Ze zijn opgetrokken in ijzerzandsteen. In 1769 werden de zijbeuken opnieuw opgebouwd in baksteen, in de classicistische stijl.

## Interieur
Het interieur van de kerk is voornamelijk in barokstijl. Het linkerzijaltaar stamt uit 1634 en het rechterzijaltaar uit de tweede helft van de 17e eeuw. Ook het hoofdaltaar dateert uit die tijd. Het koorgestoelte, in renaissancestijl, is afkomstig uit het Kartuizerklooster in Leuven en dateert uit de eerste helft van de 17e eeuw.
De kerk herbergt verschillende beelden uit de late 15e eeuw, zoals een Onze-Lieve-Vrouw met Kind uit circa 1480, afkomstig uit de Abdij van Park. Ook zijn er beelden uit dezelfde periode van Sint-Barbara en Sint-Lucia. Uit de 17e eeuw zijn er schilderijen van de Tenhemelopneming van Maria en Koperen slang, en uit de 18e eeuw De bewening en De marteldood van Sint-Barbara.